# Каланна
Каланна (італ. Calanna, сиц. Calanna) — муніципалітет в Італії, у регіоні Калабрія,  метрополійне місто Реджо-Калабрія‎.
Каланна розташована на відстані близько 500 км на південний схід від Рима, 115 км на південний захід від Катандзаро, 10 км на північний схід від Реджо-Калабрії.
Населення — 938 осіб (2014).
Щорічний фестиваль відбувається 7 жовтня. Покровитель — Madonna del Rosario.

## Демографія
Населення за роками:

Станом на 1 січня 2023 року в муніципалітеті офіційно проживало 57 іноземців з 16 країн, серед них 24 громадяни країн Євросоюзу та 7 громадян України.

## Сусідні муніципалітети
- Фьюмара
- Лаганаді
- Реджо-Калабрія
- Сан-Роберто